# Crystal (プログラミング言語)
Crystal （クリスタル）は、オブジェクト指向の汎用プログラミング言語である。静的型付けのコンパイラ言語であり、Rubyの影響を受けた構文となっている。型推論によって変数や仮引数の型の宣言を省略することができる。Crystalの開発は活発に行われており、Apache License 2.0の下でフリーかつオープンソースのソフトウェアとして配布されている。

## 歴史
Crystalの開発は、Rubyの特徴である優雅さと生産性の高さ、コンパイラ言語の特徴である実行速度の速さと効率の良さと型安全を目的として、2011年6月に開始された。最初の頃はJoyという名称であったが、これはすぐに現在の名称に改名された。
初期の頃はRubyによってコンパイラは書かれていたが、後にCrystal自身で書き直され、2013年11月にセルフホスティングへ移行した。最初の正式版であるCrystal 0.1.0は、2014年6月にリリースされた。Crystalは2016年7月にTIOBE indexへ参加した。

## 概要
Crystalの構文はRubyの影響を受けたものになっているが、Rubyの動的言語な面は排除されており、バックエンドにLLVMを利用することによって、効率的な機械語を生成することができる。他のコンパイラ言語と比較して、高度な型推論とユニオン型の組み合わせによって、高水準スクリプト言語のような簡潔な記述を実現している。Crystalはガベージコレクションを備えており、Boehm GCの提供も行われている。Crystalにはマクロ・総称型・メソッド・演算子のオーバーロードが実装されている。Crystalの並行性モデルは、Communicating Sequential Processes (CSP) に基づいており、Goに影響されたファイバー間の通信を行うための軽量なチャネルとファイバーが実装されている。

## 例

### Hello World
以下はCrystalでのHello Worldの最も簡単な例である。
```
puts
 
"Hello World!"

```

オブジェクト指向プログラミングでは以下のようになる。
```
class
 
Greeter

  
def
 
initialize
(
@name
 
:
 
String
)

  
end

  
def
 
salute

    
puts
 
"Hello 
#{
@name
}
!"

  
end

end

g
 
=
 
Greeter
.
new
(
"World"
)

g
.
salute

```

### HTTPサーバ
```
require
 
"http/server"

server
 
=
 
HTTP
::
Server
.
new
 
do
 
|
context
|

  
context
.
response
.
content_type
 
=
 
"text/plain"

  
context
.
response
.
print
 
"Hello World! The time is 
#{
Time
.
now
}
"

end

server
.
bind_tcp
(
"0.0.0.0"
,
 
8080
)

puts
 
"Listening on http://0.0.0.0:8080"

server
.
listen

```

### TCP echoサーバ
```
require
 
"socket"

def
 
handle_client
(
client
)

  
message
 
=
 
client
.
gets

  
client
.
puts
 
message

end

server
 
=
 
TCPServer
.
new
(
"localhost"
,
 
1234
)

while
 
client
 
=
 
server
.
accept?

  
spawn
 
handle_client
(
client
)

end

```

### 型推論とユニオン型
以下のコードは、型が異なる要素を含む配列 (ユニオン型の配列) を定義している。Crystalでは、配列に型が異なる要素を含めることができ、個々の要素の型から共用体を自動的に生成することができる。
```
desired_things
 
=
 
[
:unicorns
,
 
"butterflies"
,
 
1_000_000
]

p
 
typeof
(
desired_things
.
first
)
 
# typeof はコンパイル時の型である (Int32 | String | Symbol) を返す

p
 
desired_things
.
first
.
class
   
# クラスメソッドは実行時の型である Symbol を返す

```

### 並行性
チャネルはファイバー間の通信を行うために利用できる。ファイバーはspawnキーワードによって開始する。
```
channel
 
=
 
Channel
(
Int32
)
.
new

spawn
 
do

  
puts
 
"Before first send"

  
channel
.
send
(
1
)

  
puts
 
"Before second send"

  
channel
.
send
(
2
)

end

puts
 
"Before first receive"

value
 
=
 
channel
.
receive

puts
 
value
 
# => 1

puts
 
"Before second receive"

value
 
=
 
channel
.
receive

puts
 
value
 
# => 2

```